# Perasia candida
Perasia candida là một loài bướm đêm trong họ Noctuidae.